# Brown County (Minnesota)
Das Brown County ist ein County im US-amerikanischen Bundesstaat Minnesota. Im Jahr 2020 hatte das County 25.912 Einwohner und eine Bevölkerungsdichte von 16,4 Einwohnern pro Quadratkilometer. Der Verwaltungssitz (County Seat) ist New Ulm, das nach der Herkunft der ersten Siedler aus Deutschland benannt wurde.

## Geografie
Das County liegt im Süden von Minnesota an der Mündung des Cottonwood River in den Minnesota River, der das County nach Nordosten begrenzt. Es hat eine Fläche von 1602 Quadratkilometern, wovon 20 Quadratkilometer Wasserfläche sind. An das Brown County grenzen folgende Nachbarcountys:
|                   | Renville County | Nicollet County   |
| Redwood County    |                 |                   |
| Cottonwood County | Watonwan County | Blue Earth County |

## Geschichte

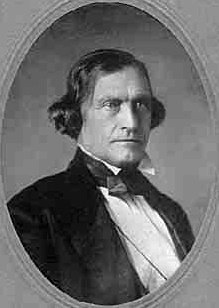
J. R. Brown

Das Brown County wurde am 20. Februar 1855 aus Teilen des Blue Earth County gebildet. Benannt wurde es nach Joseph Renshaw Brown, einem Pionier in dieser Gegend.

36 Bauwerke und Stätten des Countys sind im National Register of Historic Places eingetragen (Stand 28. Januar 2018).

## Demografische Daten

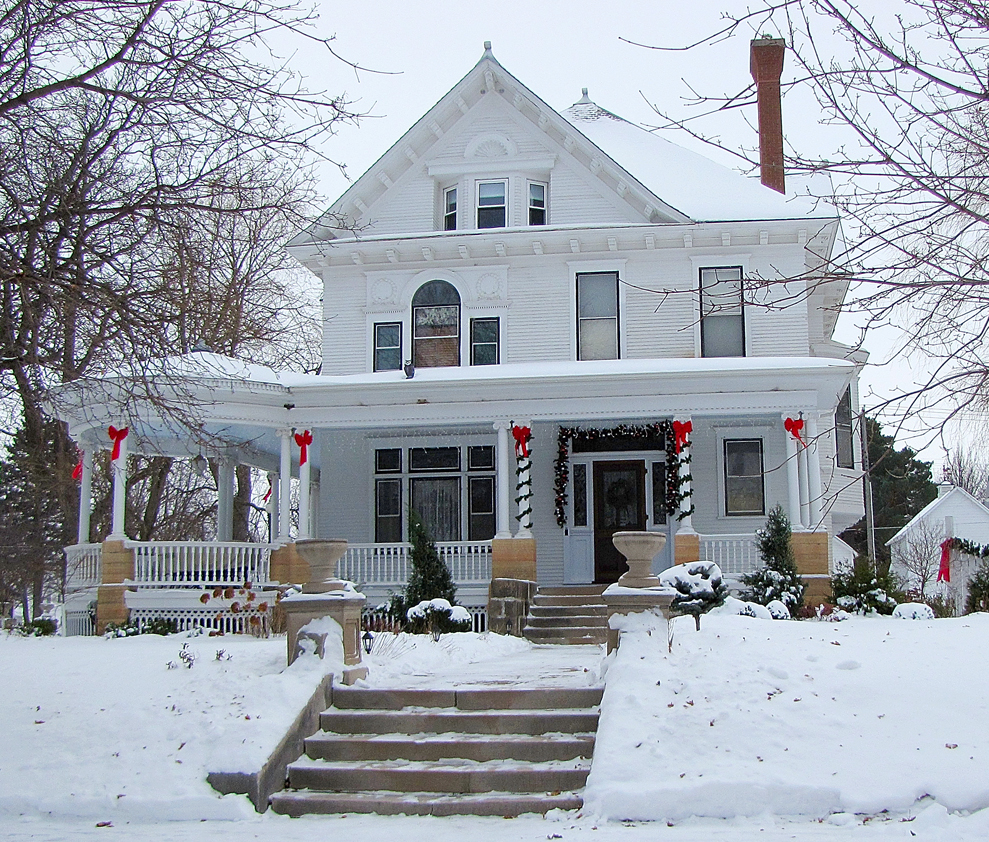
Das W. W. Smith House, seit 1979 im NRHP gelistet

Nach der Volkszählung im Jahr 2010 lebten im Brown County 25.893 Menschen in 10.861 Haushalten. Die Bevölkerungsdichte betrug 16,4 Einwohner pro Quadratkilometer. In den 10.861 Haushalten lebten statistisch je 2,28 Personen.
Ethnisch betrachtet setzte sich die Bevölkerung zusammen aus 98,2 Prozent Weißen, 0,3 Prozent Afroamerikanern, 0,1 Prozent amerikanischen Ureinwohnern, 0,7 Prozent Asiaten sowie aus anderen ethnischen Gruppen; 0,6 Prozent stammten von zwei oder mehr Ethnien ab. Unabhängig von der ethnischen Zugehörigkeit waren 3,3 Prozent der Bevölkerung spanischer oder lateinamerikanischer Abstammung.
21,7 Prozent der Bevölkerung waren unter 18 Jahre alt, 59,1 Prozent waren zwischen 18 und 64 und 19,2 Prozent waren 65 Jahre oder älter. 50,2 Prozent der Bevölkerung war weiblich.

Das jährliche Durchschnittseinkommen eines Haushalts lag bei 48.149 USD. Das Pro-Kopf-Einkommen betrug 26.046 USD. 10,0 Prozent der Einwohner lebten unterhalb der Armutsgrenze.

## Ortschaften im Brown County
Citys
| - Cobden - Comfrey1 - Evan - Hanska | - New Ulm - Sleepy Eye - Springfield |

Census-designated place (CDP)
- Searles

Andere Unincorporated Communities
- Essig
- Godahl2
- Leavenworth
- Klossner

1 – teilweise im Cottonwood County

2 – teilweise im Watonwan County

## Gliederung
Das Brown County ist neben den sieben Citys in 16 Townships eingeteilt:
| Township             | Einwohner (2010) | FIPS     |
| -------------------- | ---------------- | -------- |
| Albin Township       | 348              | 27-00748 |
| Bashaw Township      | 243              | 27-03826 |
| Burnstown Township   | 268              | 27-08776 |
| Cottonwood Township  | 840              | 27-13546 |
| Eden Township        | 254              | 27-18026 |
| Home Township        | 545              | 27-29960 |
| Lake Hanska Township | 339              | 27-34442 |
| Leavenworth Township | 287              | 27-36116 |

| Township              | Einwohner (2010) | FIPS     |
| --------------------- | ---------------- | -------- |
| Linden Township       | 295              | 27-37214 |
| Milford Township      | 694              | 27-42182 |
| Mulligan Township     | 218              | 27-44746 |
| North Star Township   | 287              | 27-47248 |
| Prairieville Township | 255              | 27-52342 |
| Sigel Township        | 344              | 27-60160 |
| Stark Township        | 348              | 27-62518 |
| Stately Township      | 165              | 27-62590 |